# 大田コレイル
大田コレイル（テジョン・コレイル、대전 코레일、Daejeon Korail）は、韓国・大田広域市にホームを置くサッカークラブである。K3リーグ所属。韓国鉄道公社（KORAIL）の傘下にある。
1943年に朝鮮総督府鉄道局蹴球団（조선총독부 철도국 축구단）として創設され、日本の植民地支配から解放された1948年に交通局蹴球団（교통부 축구단）となる。1995年からは韓国鉄道蹴球団（한국철도 축구단）、仁川韓国鉄道（인천 한국철도）を経て、2008年に仁川コレイル（인천 코레일）に改称された。
2003年に始まったNリーグでは2005年に初優勝し、2012年に7年ぶり2度目の優勝を果たす。韓国FAカップでは2001年に準々決勝、2005年に準決勝に進出した。
2014年より、KORAILの本部が所在する大田広域市に本拠地を移転。現チーム名となる。

## タイトル

### 国内タイトル
- ナショナルリーグ：2回
  - 2005、2012

- ナショナルサッカー選手権大会：3回
  - 2013、2015, 2018

- 大韓民国全国体育大会：3回
  - 2000、2001、2011

### 国際タイトル
なし